# Solidarity
Solidarity – jacht turystyczno-regatowy pływający pod polską banderą, port macierzysty Kołobrzeg, numer rejestracyjny POL-3108. 
Zbudowany 1986 w niemieckiej stoczni Dehler slup o kadłubie z włókna szklanego; silnik pomocniczy wysokoprężny Yanmar, o mocy 18 KM. Wymiary: 10.10 m x 3.40 m x 1.70 m. Pow. Ożaglowania 60 m².
Wkrótce po zwodowaniu odbył swoją dziewiczą podróż do Miami na Florydzie, a w roku następnym znalazł się na Wielkich Jeziorach. Od nabycia go przez kpt. Andrzeja Piotrowskiego dwukrotnie przepłynął rzekę Missisipi, trzykrotnie pokonał rzeki i kanały Francji od kanału La Manche po Morze Śródziemne, ośmiokrotnie uczestniczył w regatach Chicago – Mackinac, sześciokrotnie pokonał Atlantyk. To na jego pokładzie popłynęli żeglarze, którzy w 1995 założyli Karaibską Republikę Żeglarską.